# News of the World Darts Championship 1967
Die News of the World Darts Championship 1967 (offiziell: "News of the World" Individual Darts Championship of England and Wales) war ein Dartsturnier, das am 22. April 1967 im Londoner Alexandra Palace („Ally Pally“) ausgetragen und durch die Boulevardzeitung News of the World gesponsert wurde. Es handelte sich um die 20. Auflage des Turniers als nationale Meisterschaft. Teilnahmeberechtigt waren die acht Gewinner der regionalen Meisterschaften der Saison 1966/67, die in England (Eastern Counties, Lancashire & Cheshire, London & Home Counties, Midland Counties, North of England, Western Counties und Yorkshire) sowie in Wales stattfanden.
Turniersieger wurde Wally Seaton (The Swan Inn, Parson Drove), der im Finale Brian Quarterman (The Ivy Inn, North Littleton) besiegen konnte. Als walisischer Regionalmeister nahm Gordon Davies (Labour Club, Caerau) an der Veranstaltung teil.

## Turnierplan
|  | Viertelfinale (Best of 3 Legs) | Viertelfinale (Best of 3 Legs) |               |   | Halbfinale (Best of 3 Legs) | Halbfinale (Best of 3 Legs) |  |  | Finale (Best of 3 Legs) | Finale (Best of 3 Legs) |
|  |                                |                                |               |   |                             |                             |  |  |                         |                         |
|  | Terry Pickard                  | 2                              |               |   |                             |                             |  |  |                         |                         |
|  | Graham Frith                   | 1                              |               |   |                             |                             |  |  |                         |                         |
|  | Graham Frith                   | 1                              | Terry Pickard | 1 |                             |                             |  |  |                         |                         |
|  |                                |                                | Terry Pickard | 1 |                             |                             |  |  |                         |                         |
|  |                                | Wally Seaton                   | 2             |   |                             |                             |  |  |                         |                         |
|  | Wally Seaton                   | Wally Seaton                   | 2             | 2 |                             |                             |  |  |                         |                         |
|  | Wally Seaton                   |                                |               | 2 |                             |                             |  |  |                         |                         |
|  | Charlie Knight                 | 0                              |               |   |                             |                             |  |  |                         |                         |
|  |                                |                                | Wally Seaton  | 2 |                             |                             |  |  |                         |                         |
|  |                                | Brian Quarterman               | 0             |   |                             |                             |  |  |                         |                         |
|  | Arthur Payne                   | 2                              |               |   |                             |                             |  |  |                         |                         |
|  | Don McIntyre                   | 0                              |               |   |                             |                             |  |  |                         |                         |
|  | Don McIntyre                   | 0                              | Arthur Payne  | 1 |                             |                             |  |  |                         |                         |
|  |                                |                                | Arthur Payne  | 1 |                             |                             |  |  |                         |                         |
|  |                                | Brian Quarterman               | 2             |   |                             |                             |  |  |                         |                         |
|  | Brian Quarterman               | Brian Quarterman               | 2             | 2 |                             |                             |  |  |                         |                         |
|  | Brian Quarterman               |                                |               | 2 |                             |                             |  |  |                         |                         |
|  | Gordon Davies                  | 1                              |               |   |                             |                             |  |  |                         |                         |